# Casa Mateu Feliu
La Casa Mateu Feliu és una obra eclèctica de Tarragona protegida com a Bé Cultural d'Interès Local.

## Descripció
Edifici, de quatre plantes, que fa cantonada entre els carrers d'Adrià i la Rambla Nova. Té un balcó que ressegueix la façana de la segona planta constituint un ampit amb cinc balconeres emmarcades amb muntants i llindes clàssics. Els baixos són de pedra.

## Història
El 1944 es dugueren a terme reformes a l'entresòl segona i segon segona, pel I.N.P. per part de l'arquitecte Francesc Monravà i Soler.